# ويليام كلارك (موسيقي)
ويليام كلارك (بالإنجليزية: William Clarke)‏ هو موسيقي أمريكي، ولد في 21 مارس 1951 في إنغليووود في الولايات المتحدة، وتوفي في 3 نوفمبر 1996 في فريسنو في الولايات المتحدة.

## وصلات خارجية
- ويليام كلارك على موقع ميوزك برينز (الإنجليزية)
- ويليام كلارك على موقع ديسكوغز (الإنجليزية)